# Sibirische Großzahn-Spitzmaus
Die Sibirische Großzahn-Spitzmaus (Sorex daphaenodon) ist eine Spitzmausart aus der Gattung der Rotzahnspitzmäuse (Sorex). Sie kommt in Teilen Kasachstans, Russlands (einschließlich der Insel Sachalin) und der Mongolei sowie im Norden der Volksrepublik China vor.

## Merkmale
Mit einer Kopf-Rumpf-Länge von 4,8 bis 7,6 Zentimetern zählt die Sibirische Großzahn-Spitzmaus zu den mittelgroßen bis großen Spitzmausarten. Der Schwanz erreicht eine Länge von 25 bis 39 Millimetern – und ist damit deutlich kürzer als der Restkörper – der Hinterfuß von 10 bis 13 Millimetern. Das Rückenfell ist dunkelbraun und die Bauchseite etwas heller graubraun; Rücken und Bauch sind durch eine feine dunkle Linie getrennt. Die Sohlen der Füße sind dunkelbraun.
| 1 | · | 5 | · | 1 | · | 3 | = 32 |
| 1 | · | 1 | · | 1 | · | 3 | = 32 |

Der Schädel hat eine Gesamtlänge von 17,5 bis 18,5 Millimetern und die Länge der Zahnreihe im Oberkiefer beträgt 7,6 bis 7,9 Millimeter. Wie die meisten Arten der Gattung besitzt die Art im Oberkiefer pro Hälfte einen Schneidezahn (Incisivus) und danach fünf einspitzige Zähne, einen Vorbackenzahn (Praemolar) und drei Backenzähne (Molares). Im Unterkiefer besitzt sie dagegen einen einzelnen Eckzahn (Caninus) hinter dem Schneidezahn. Insgesamt verfügen die Tiere damit über ein Gebiss aus 32 Zähnen. Die Zahnwurzeln sind wie bei den meisten Rotzahnspitzmäusen rot gefärbt, dabei ist das rote Pigment bei dieser Art jedoch deutlich ausgeprägter und dunkler als bei anderen Sorex-Arten und erreicht auch die Basis der Mahlzähne. Die Zähne sind im Vergleich zu anderen Spitzmäusen sehr massiv und groß. Von der sympatrisch lebenden Lapplandspitzmaus (Sorex caecutiens) unterscheidet sich die Sibirische Großzahn-Spitzmaus vor allem durch die etwas größere Erscheinung, die Schwanzlänge und die Zähne.
Das Genom der Sibirische Großzahn-Spitzmaus besteht aus einem diploiden Chromosomensatz aus 2n=26-29 (FN=46).

## Verbreitung

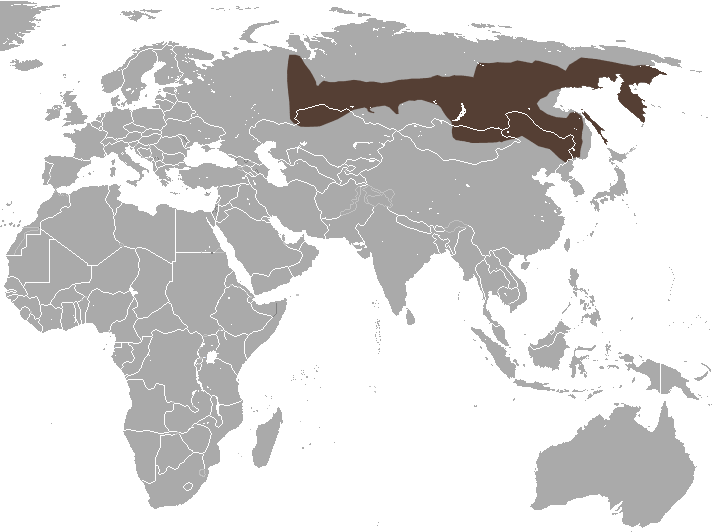
Verbreitungsgebiet (braun) der Sibirische Großzahn-Spitzmaus (Sorex daphaenodon)

Das Verbreitungsgebiet der Sibirischen Großzahn-Spitzmaus umfasst eine große Fläche des nördlichen Asiens vom Ural bis zum Pazifischen Ozean. Die Art kommt in Teilen Kasachstans, Russlands einschließlich der Insel Sachalin, der Mongolei und dem Norden der Volksrepublik China vor. In der Mongolei kommt die Art in den Becken entlang der Flüsse Orchon und Selenga bis in das nordöstliche Chentii-Gebirge sowie entlang des Cherlen durch das östliche Chentii-Gebirge und die Halh-Steppe im Osten des Landes und die Mongol Daguur und das Ikh-Hyangan-Gebirge vor. In China beschränken sich die Vorkommen auf den äußersten Norden in den Provinzen Heilongjiang, Nei Mongol und Jilin.

## Lebensweise
Die Sibirische Großzahn-Spitzmaus lebt im größten Teil ihres Verbreitungsgebiets in Mischwaldgebieten sowie in reinen Nadelwäldern, sie kommt jedoch auch in Steppengebieten, Baumsteppen und Birkenbeständen vor. Im Altai lebt die Art sympatrisch mit Sorex minutus, Sorex araneus, Sorex caecutiens sowie Crocidura sibirica.
Wie alle Spitzmäuse ernährt sich auch diese Art von wirbellosen Tieren, vor allem von Regenwürmern und Insekten und deren Larven sowie von Spinnen und Hundertfüßern. Die Fortpflanzungszeit beginnt im späten Frühjahr, paarungsbereite Männchen mit vergrößerten Hoden tauchen von Juni bis Mitte September auf. Trächtige Weibchen können in den Sommermonaten von Juni bis August angetroffen werden und sie werfen vier bis neun, im Durchschnitt sieben, Jungtiere. Ab Juli verlassen diese den Bau der Eltern.
Zu den Fressfeinden der Art gehören vor allem Greifvögel sowie kleinere Raubtiere wie das Feuerwiesel (Mustela sibirica), das Hermelin (Mustela erminea) oder der Zobel (Martes zibellina). Die Lebensdauer der Spitzmaus beträgt 14 bis 16 Monate.

## Systematik
Die Sibirische Großzahn-Spitzmaus wird als eigenständige Art innerhalb der Gattung der Rotzahnspitzmäuse (Sorex) eingeordnet, die aus etwa 80 Arten besteht. Die wissenschaftliche Erstbeschreibung stammt von Thomas aus dem Jahr 1907, der ein Individuum von der russischen Insel Sachalin beschrieb, gemeinsam mit dem Typus der ebenfalls dort entdeckten Sorex gracillimus. Innerhalb der Gattung wird die Art in die Untergattung Sorex eingeordnet und der S. araneus-Gruppe zugerechnet.
Innerhalb der Art werden neben der Nominatform Sorex daphaenodon daphaenodon mit Sorex daphaenodon sanguinidens und Sorex daphaenodon scaloni zwei weitere Unterarten unterschieden. Die ehemalige Unterart S.d. orii wird heute Sorex caecutiens zugeordnet.

## Bedrohung und Schutz
Konkrete Bestandszahlen für die Art sind nicht bekannt. In der Mongolei sind die Bestandszahlen und -dichten geringer als die von Sorex caecutiens. In Russland ist sie grundsätzlich nicht häufig, in einigen Gebieten ist sie jedoch die häufigste Spitzmausart.
Die Sibirische Großzahn-Spitzmaus wird von der International Union for Conservation of Nature and Natural Resources (IUCN) aufgrund des relativ großen Verbreitungsgebietes und der großen Populationen sowie der nicht vorhandenen Bestandsbedrohung als nicht gefährdet (least concern) eingeordnet. In einigen Gebieten kommt es zu Lebensraumzerstörungen durch Forst- und Rodungsaktivitäten durch Einschlag und Waldbrände.

## Belege
1. 1 2 3 4 5 6 7  
Robert S. Hoffmann, Darrin Lunde: Large-Toothed Siberian Shrew. In: Andrew T. Smith, Yan Xie: A Guide to the Mammals of China. Princeton University Press, Princeton NJ 2008, ISBN 978-0-691-09984-2, S. 316.
2. 1 2 3 4 5  
Sorex daphaenodon (Memento des Originals vom 2. Januar 2014 im Internet Archive)  Info: Der Archivlink wurde automatisch eingesetzt und noch nicht geprüft. Bitte prüfe Original- und Archivlink gemäß Anleitung und entferne dann diesen Hinweis.. In: Don E. Wilson, DeeAnn M. Reeder (Hrsg.): Mammal Species of the World. A taxonomic and geographic Reference. 2 Bände. 3. Auflage. Johns Hopkins University Press, Baltimore MD 2005, ISBN 0-8018-8221-4.
3. 1 2 3 4 5 6  
Sorex daphaenodon in der Roten Liste gefährdeter Arten der IUCN 2013.2. Eingestellt von: M. Stubbe, R. Samiya, J. Ariunbold, V. Buuveibaatar, S. Dorjderem, Ts. Monkhzul, M. Otgonbaatar, M. Tsogbadrakh, Gankhuyag, 2008. Abgerufen am 2. Januar 2014.